# Head over Heels (pel·lícula de 1922)
Head over Heels és una pel·lícula muda de la Goldwyn Pictures dirigida per Paul Bern i Victor Schertzinger i protagonitzada per Mabel Normand. La pel·lícula, basada en el relat “Shadows” de Nalbro Isadora Bartley i en una obra de teatre d’Edgar Allan Woolf, es va estrenar 6 de maig de 1922. Es tracta de la darrera pel·lícula de Mabel per a la Goldwyn i una de les que clarament ja es manifesta la seva decadència física degut a les seves addiccions.

## Argument
L'agent teatral Sterling, un faldiller conegut per incorporar les seves amants a la llista de talents de la seva agència, torna a Nova York d'un viatge per Europa. Allà explica al seu soci, Lawson, que ha contractat una bella acròbata napolitana, Tina Bambinetti, que va veure actuar a Itàlia. Tina arriba al seu despatx amb el vestit típic napolità i Sterling es sorprèn al descobrir que la noia és senzilla, descurada i mal vestida per lo que decideix demanar a Lawson que li rescindeixi el contracte. Afectada pel tracte, Tina torna a pujar a l'oficina i realitza un seguit d’acrobàcies que gairebé destrueixen el despatx. El seu coratge impressiona en Lawson.
Més tard, un agent de premsa, Pepper, decideix contractar-la i convenç Papa Bambinetti que Tina tindria una prometedora carrera al cinema si només visités una clínica de bellesa. Tot i els temors que allà li facin mal, Tina experimenta una transformació i emergeix, per a sorpresa de tots, com una jove bella i ben vestida. Lawson s'enamora d’ella i li demani que deixi el cinema per casar-se amb ell, però la Tina gaudeix de la seva nova vida i no pot decidir-se entre ell i la seva carrera. Una nit, quan Tina veu Lawson amb una altra dona al jardí del terrat del seu hotel, s'enfada fa les maletes per tornar a Itàlia. Lawson l'atura abans de pujar al seu vaixell explicant-li que la dona era només una clienta més.

## Repartiment
- Mabel Normand (Tina Bambinetti)
- Hugh Thompson (Lawson)
- Russ Powell (Papa Bambinetti)
- Raymond Hatton (Pepper)
- Adolphe Menjou (Sterling)
- Lilyan Tashman (Edith Penfield)
- Lionel Belmore (Al Wilkins)
- Laura La Varnie (Mme. Rennée)